# Przełom (szachy)
|   | a | b | c | d | e | f | g | h |   |
| 8 | a7 – Czarny pionek · b7 – Czarny pionek · c7 – Czarny pionek · a5 – Biały pionek · b5 – Biały pionek · c5 – Biały pionek · e4 – Czarny król · f2 – Biały król | a7 – Czarny pionek · b7 – Czarny pionek · c7 – Czarny pionek · a5 – Biały pionek · b5 – Biały pionek · c5 – Biały pionek · e4 – Czarny król · f2 – Biały król | a7 – Czarny pionek · b7 – Czarny pionek · c7 – Czarny pionek · a5 – Biały pionek · b5 – Biały pionek · c5 – Biały pionek · e4 – Czarny król · f2 – Biały król | a7 – Czarny pionek · b7 – Czarny pionek · c7 – Czarny pionek · a5 – Biały pionek · b5 – Biały pionek · c5 – Biały pionek · e4 – Czarny król · f2 – Biały król | a7 – Czarny pionek · b7 – Czarny pionek · c7 – Czarny pionek · a5 – Biały pionek · b5 – Biały pionek · c5 – Biały pionek · e4 – Czarny król · f2 – Biały król | a7 – Czarny pionek · b7 – Czarny pionek · c7 – Czarny pionek · a5 – Biały pionek · b5 – Biały pionek · c5 – Biały pionek · e4 – Czarny król · f2 – Biały król | a7 – Czarny pionek · b7 – Czarny pionek · c7 – Czarny pionek · a5 – Biały pionek · b5 – Biały pionek · c5 – Biały pionek · e4 – Czarny król · f2 – Biały król | a7 – Czarny pionek · b7 – Czarny pionek · c7 – Czarny pionek · a5 – Biały pionek · b5 – Biały pionek · c5 – Biały pionek · e4 – Czarny król · f2 – Biały król | 8 |
| 7 | a7 – Czarny pionek · b7 – Czarny pionek · c7 – Czarny pionek · a5 – Biały pionek · b5 – Biały pionek · c5 – Biały pionek · e4 – Czarny król · f2 – Biały król | a7 – Czarny pionek · b7 – Czarny pionek · c7 – Czarny pionek · a5 – Biały pionek · b5 – Biały pionek · c5 – Biały pionek · e4 – Czarny król · f2 – Biały król | a7 – Czarny pionek · b7 – Czarny pionek · c7 – Czarny pionek · a5 – Biały pionek · b5 – Biały pionek · c5 – Biały pionek · e4 – Czarny król · f2 – Biały król | a7 – Czarny pionek · b7 – Czarny pionek · c7 – Czarny pionek · a5 – Biały pionek · b5 – Biały pionek · c5 – Biały pionek · e4 – Czarny król · f2 – Biały król | a7 – Czarny pionek · b7 – Czarny pionek · c7 – Czarny pionek · a5 – Biały pionek · b5 – Biały pionek · c5 – Biały pionek · e4 – Czarny król · f2 – Biały król | a7 – Czarny pionek · b7 – Czarny pionek · c7 – Czarny pionek · a5 – Biały pionek · b5 – Biały pionek · c5 – Biały pionek · e4 – Czarny król · f2 – Biały król | a7 – Czarny pionek · b7 – Czarny pionek · c7 – Czarny pionek · a5 – Biały pionek · b5 – Biały pionek · c5 – Biały pionek · e4 – Czarny król · f2 – Biały król | a7 – Czarny pionek · b7 – Czarny pionek · c7 – Czarny pionek · a5 – Biały pionek · b5 – Biały pionek · c5 – Biały pionek · e4 – Czarny król · f2 – Biały król | 7 |
| 6 | a7 – Czarny pionek · b7 – Czarny pionek · c7 – Czarny pionek · a5 – Biały pionek · b5 – Biały pionek · c5 – Biały pionek · e4 – Czarny król · f2 – Biały król | a7 – Czarny pionek · b7 – Czarny pionek · c7 – Czarny pionek · a5 – Biały pionek · b5 – Biały pionek · c5 – Biały pionek · e4 – Czarny król · f2 – Biały król | a7 – Czarny pionek · b7 – Czarny pionek · c7 – Czarny pionek · a5 – Biały pionek · b5 – Biały pionek · c5 – Biały pionek · e4 – Czarny król · f2 – Biały król | a7 – Czarny pionek · b7 – Czarny pionek · c7 – Czarny pionek · a5 – Biały pionek · b5 – Biały pionek · c5 – Biały pionek · e4 – Czarny król · f2 – Biały król | a7 – Czarny pionek · b7 – Czarny pionek · c7 – Czarny pionek · a5 – Biały pionek · b5 – Biały pionek · c5 – Biały pionek · e4 – Czarny król · f2 – Biały król | a7 – Czarny pionek · b7 – Czarny pionek · c7 – Czarny pionek · a5 – Biały pionek · b5 – Biały pionek · c5 – Biały pionek · e4 – Czarny król · f2 – Biały król | a7 – Czarny pionek · b7 – Czarny pionek · c7 – Czarny pionek · a5 – Biały pionek · b5 – Biały pionek · c5 – Biały pionek · e4 – Czarny król · f2 – Biały król | a7 – Czarny pionek · b7 – Czarny pionek · c7 – Czarny pionek · a5 – Biały pionek · b5 – Biały pionek · c5 – Biały pionek · e4 – Czarny król · f2 – Biały król | 6 |
| 5 | a7 – Czarny pionek · b7 – Czarny pionek · c7 – Czarny pionek · a5 – Biały pionek · b5 – Biały pionek · c5 – Biały pionek · e4 – Czarny król · f2 – Biały król | a7 – Czarny pionek · b7 – Czarny pionek · c7 – Czarny pionek · a5 – Biały pionek · b5 – Biały pionek · c5 – Biały pionek · e4 – Czarny król · f2 – Biały król | a7 – Czarny pionek · b7 – Czarny pionek · c7 – Czarny pionek · a5 – Biały pionek · b5 – Biały pionek · c5 – Biały pionek · e4 – Czarny król · f2 – Biały król | a7 – Czarny pionek · b7 – Czarny pionek · c7 – Czarny pionek · a5 – Biały pionek · b5 – Biały pionek · c5 – Biały pionek · e4 – Czarny król · f2 – Biały król | a7 – Czarny pionek · b7 – Czarny pionek · c7 – Czarny pionek · a5 – Biały pionek · b5 – Biały pionek · c5 – Biały pionek · e4 – Czarny król · f2 – Biały król | a7 – Czarny pionek · b7 – Czarny pionek · c7 – Czarny pionek · a5 – Biały pionek · b5 – Biały pionek · c5 – Biały pionek · e4 – Czarny król · f2 – Biały król | a7 – Czarny pionek · b7 – Czarny pionek · c7 – Czarny pionek · a5 – Biały pionek · b5 – Biały pionek · c5 – Biały pionek · e4 – Czarny król · f2 – Biały król | a7 – Czarny pionek · b7 – Czarny pionek · c7 – Czarny pionek · a5 – Biały pionek · b5 – Biały pionek · c5 – Biały pionek · e4 – Czarny król · f2 – Biały król | 5 |
| 4 | a7 – Czarny pionek · b7 – Czarny pionek · c7 – Czarny pionek · a5 – Biały pionek · b5 – Biały pionek · c5 – Biały pionek · e4 – Czarny król · f2 – Biały król | a7 – Czarny pionek · b7 – Czarny pionek · c7 – Czarny pionek · a5 – Biały pionek · b5 – Biały pionek · c5 – Biały pionek · e4 – Czarny król · f2 – Biały król | a7 – Czarny pionek · b7 – Czarny pionek · c7 – Czarny pionek · a5 – Biały pionek · b5 – Biały pionek · c5 – Biały pionek · e4 – Czarny król · f2 – Biały król | a7 – Czarny pionek · b7 – Czarny pionek · c7 – Czarny pionek · a5 – Biały pionek · b5 – Biały pionek · c5 – Biały pionek · e4 – Czarny król · f2 – Biały król | a7 – Czarny pionek · b7 – Czarny pionek · c7 – Czarny pionek · a5 – Biały pionek · b5 – Biały pionek · c5 – Biały pionek · e4 – Czarny król · f2 – Biały król | a7 – Czarny pionek · b7 – Czarny pionek · c7 – Czarny pionek · a5 – Biały pionek · b5 – Biały pionek · c5 – Biały pionek · e4 – Czarny król · f2 – Biały król | a7 – Czarny pionek · b7 – Czarny pionek · c7 – Czarny pionek · a5 – Biały pionek · b5 – Biały pionek · c5 – Biały pionek · e4 – Czarny król · f2 – Biały król | a7 – Czarny pionek · b7 – Czarny pionek · c7 – Czarny pionek · a5 – Biały pionek · b5 – Biały pionek · c5 – Biały pionek · e4 – Czarny król · f2 – Biały król | 4 |
| 3 | a7 – Czarny pionek · b7 – Czarny pionek · c7 – Czarny pionek · a5 – Biały pionek · b5 – Biały pionek · c5 – Biały pionek · e4 – Czarny król · f2 – Biały król | a7 – Czarny pionek · b7 – Czarny pionek · c7 – Czarny pionek · a5 – Biały pionek · b5 – Biały pionek · c5 – Biały pionek · e4 – Czarny król · f2 – Biały król | a7 – Czarny pionek · b7 – Czarny pionek · c7 – Czarny pionek · a5 – Biały pionek · b5 – Biały pionek · c5 – Biały pionek · e4 – Czarny król · f2 – Biały król | a7 – Czarny pionek · b7 – Czarny pionek · c7 – Czarny pionek · a5 – Biały pionek · b5 – Biały pionek · c5 – Biały pionek · e4 – Czarny król · f2 – Biały król | a7 – Czarny pionek · b7 – Czarny pionek · c7 – Czarny pionek · a5 – Biały pionek · b5 – Biały pionek · c5 – Biały pionek · e4 – Czarny król · f2 – Biały król | a7 – Czarny pionek · b7 – Czarny pionek · c7 – Czarny pionek · a5 – Biały pionek · b5 – Biały pionek · c5 – Biały pionek · e4 – Czarny król · f2 – Biały król | a7 – Czarny pionek · b7 – Czarny pionek · c7 – Czarny pionek · a5 – Biały pionek · b5 – Biały pionek · c5 – Biały pionek · e4 – Czarny król · f2 – Biały król | a7 – Czarny pionek · b7 – Czarny pionek · c7 – Czarny pionek · a5 – Biały pionek · b5 – Biały pionek · c5 – Biały pionek · e4 – Czarny król · f2 – Biały król | 3 |
| 2 | a7 – Czarny pionek · b7 – Czarny pionek · c7 – Czarny pionek · a5 – Biały pionek · b5 – Biały pionek · c5 – Biały pionek · e4 – Czarny król · f2 – Biały król | a7 – Czarny pionek · b7 – Czarny pionek · c7 – Czarny pionek · a5 – Biały pionek · b5 – Biały pionek · c5 – Biały pionek · e4 – Czarny król · f2 – Biały król | a7 – Czarny pionek · b7 – Czarny pionek · c7 – Czarny pionek · a5 – Biały pionek · b5 – Biały pionek · c5 – Biały pionek · e4 – Czarny król · f2 – Biały król | a7 – Czarny pionek · b7 – Czarny pionek · c7 – Czarny pionek · a5 – Biały pionek · b5 – Biały pionek · c5 – Biały pionek · e4 – Czarny król · f2 – Biały król | a7 – Czarny pionek · b7 – Czarny pionek · c7 – Czarny pionek · a5 – Biały pionek · b5 – Biały pionek · c5 – Biały pionek · e4 – Czarny król · f2 – Biały król | a7 – Czarny pionek · b7 – Czarny pionek · c7 – Czarny pionek · a5 – Biały pionek · b5 – Biały pionek · c5 – Biały pionek · e4 – Czarny król · f2 – Biały król | a7 – Czarny pionek · b7 – Czarny pionek · c7 – Czarny pionek · a5 – Biały pionek · b5 – Biały pionek · c5 – Biały pionek · e4 – Czarny król · f2 – Biały król | a7 – Czarny pionek · b7 – Czarny pionek · c7 – Czarny pionek · a5 – Biały pionek · b5 – Biały pionek · c5 – Biały pionek · e4 – Czarny król · f2 – Biały król | 2 |
| 1 | a7 – Czarny pionek · b7 – Czarny pionek · c7 – Czarny pionek · a5 – Biały pionek · b5 – Biały pionek · c5 – Biały pionek · e4 – Czarny król · f2 – Biały król | a7 – Czarny pionek · b7 – Czarny pionek · c7 – Czarny pionek · a5 – Biały pionek · b5 – Biały pionek · c5 – Biały pionek · e4 – Czarny król · f2 – Biały król | a7 – Czarny pionek · b7 – Czarny pionek · c7 – Czarny pionek · a5 – Biały pionek · b5 – Biały pionek · c5 – Biały pionek · e4 – Czarny król · f2 – Biały król | a7 – Czarny pionek · b7 – Czarny pionek · c7 – Czarny pionek · a5 – Biały pionek · b5 – Biały pionek · c5 – Biały pionek · e4 – Czarny król · f2 – Biały król | a7 – Czarny pionek · b7 – Czarny pionek · c7 – Czarny pionek · a5 – Biały pionek · b5 – Biały pionek · c5 – Biały pionek · e4 – Czarny król · f2 – Biały król | a7 – Czarny pionek · b7 – Czarny pionek · c7 – Czarny pionek · a5 – Biały pionek · b5 – Biały pionek · c5 – Biały pionek · e4 – Czarny król · f2 – Biały król | a7 – Czarny pionek · b7 – Czarny pionek · c7 – Czarny pionek · a5 – Biały pionek · b5 – Biały pionek · c5 – Biały pionek · e4 – Czarny król · f2 – Biały król | a7 – Czarny pionek · b7 – Czarny pionek · c7 – Czarny pionek · a5 – Biały pionek · b5 – Biały pionek · c5 – Biały pionek · e4 – Czarny król · f2 – Biały król | 1 |
|   | a | b | c | d | e | f | g | h |   |

Przełom w szachach – manewr, którego jednym z celów może być:
- stworzenie wolnego piona,
- uzyskanie przewagi w określonym miejscu na szachownicy,
- otwarcie linii lub przekątnej, dające określoną korzyść.

Na diagramie pokazano przykład przełomu, mającego na celu stworzenie wolnego piona:
- 1. b6! a:b6
- 2. c6 b:c6
- 3. a6

lub po innej odpowiedzi czarnych:
- 1. ... c:b6
- 2. a6 b:a6
- 3. c6

w obu przypadkach z łatwą wygraną białych.